# Libby (Lost)
Libby egy fiktív szereplő az ABC televíziótársaság drámasorozatában, a Lostban.

## A repülőgép lezuhanása előtt
Libby orvostanhallgatóként lemondott az orvosi pályáról, és klinikai pszichológus lett. Férje, David súlyosan megbetegedett és meghalt.
Egy hónappal később, egy kávézóban találkozott Desmond Hume-mal. Kisegítette őt néhány dollárral, mivel nem volt nála elég pénz. Együtt itták meg a kávéjukat. Desmond jövőbeni terveiről beszélt Libbnek. Elmondta, hogy egy vitorlásversenyen szeretne résztvenni, amit megnyerve, újra együtt lehetne szerelmével. Libby felajánlotta neki David hajóját, amit a férje róla nevezett el Elizabethnek. Desmond vonakodva ugyan, de elfogadja a nagylelkű ajándékot.
Hurley Reyeshez hasonlóan Libby is a Santa Rosa intézet páciense lett. Nem lehet tudni mi az oka annak, hogy Libby ilyen mélypontra került. Lehetséges, hogy nem tudta feldolgozni David elvesztését.
Az Oceanic légitársaság terminálján beleavatkozik Eko és Charlotte Malkin beszélgetésébe, mivel látja, hogy mindketten nagyon idegesek. Megkérdezi tőlük, minden rendben van e, majd felszáll a 815-ös járatra.

## A repülőgép lezuhanása után
A katasztrófát a gép farokrészének túlélőivel vészelte át. Miután Mr. Eko kihúzta a vízből a sebesült Donaldot, ő nyugtatta meg és tette rendbe a lábát. A többiekkel egyetemben megtalálja a Nyíl állomást. Libby egy üvegszemet talál a ládában.
Egy nap, Cindyvel épp a tengerparton van, amikor Cindy egy partra vetett férfira lesz figyelmes. Libby Cindy segítségével elvezeti őt a társaihoz.
Miután társaival a géptörzs túlélőinek táborába költözött, romantikus kapcsolatba kerül Hurleyvel. A bunkerben felfedezi, hogy a mosogatógép egész modern a többi eszközhöz képest. Hurley arról faggatja, honnan ismeri őt a zuhanás előttről, de Libby kitér a válaszadás elől.
Libby nagyon segítőkész társaival. Például, Clairenek segít visszanyernie az emlékezetét arról az időszakról, amikor Ethan foglya volt. Hurleynek pedig segít megszabadulni a rengeteg felhalmozott élelmiszerétől. És amikor Hurley azt hiszi megbolondult és a sziget nem is létezik, csak az agyának szüleménye, bebizonyítja neki, hogy mindez a valóság.
Hurley kedveskedni próbál Libbynek, ezért elhívja Libbyt egy romantikus piknikezésre. Ám elfelejt pokrócot vinni magával, ezért Libby visszamegy a bunkerbe, hogy hozzon takarót, ám amikor belép az ajtón, szörnyű látvány fogadja: Michael lelőtte Ana Luciát. Libby megszólítja Michaelt, aki hirtelenjében két golyót ereszt Libby-be.
Libby önkívületi állapotban van, amikor a túlélők rátalálnak. Jack heroint fecskendez belé, hogy enyhítse a fájdalmát. Amikor Hurley beszélget vele, minden erejét összeszedi, hogy beszélni tudjon. Csupán annyit tud kinyögni: Michael! Jack és Hurley azt hiszik, azért mondta ezt, mert tudni akarja, jól van e. Jack elmondja neki, hogy minden rendben van vele. Libby rájön, hogy Michael tette nem derült ki, és ettől annyira felidegesíti önmagát, hogy meghal. Temetését Ana-Luciáéval egyetemben tartották, de félbeszakította annak a hajónak a megjelenése, amit évekkel korábban Desmondnak adott.